# Maxim Wadimowitsch Kusjuk
Maxim Wadimowitsch Kusjuk (russisch Макси́м Вади́мович Кузю́к; englische Transkription: Maxim Vadimovich Kuzyuk; * 28. August 1975) ist ein russischer Manager und Generaldirektor des russischen Waffenherstellers Ischmasch.

## Leben
Kusjuk schloss 1998 das Moskauer physikalisch-technische Institut in der Fachrichtung Angewandte Mathematik und Physik mit Auszeichnung ab. 1999 bis 2003 war er in der Unternehmensgruppe ArtTechCentr zunächst als Abteilungsleiter tätig, später Vorstand eines Unternehmens der Gruppe. Von 2004 bis 2006 leitete Kusjuk die Verwaltung für Finanzen und Wirtschaft der DrillTek Rus (Moskau) und wurde später Stellvertreter des Generaldirektors und des Projektleiters. Das Unternehmen hat sich auf das Verlegen von Rohrleitungen mittels Horizontalbohren spezialisiert hat. 2006 schloss er einen Master für Businessadministration (MBA) am Schweizer International Institute for Management Development ab. 2007 erhielt er das Angebot, für die Pariser Filiale der Boston Consulting Group (BCG) zu arbeiten, 2010 wurde er Direktor der Moskauer Repräsentanz der BCG.
Im Februar 2011 wurde Maxim Kusjuk zum stellvertretenden Generaldirektor des Waffenproduzenten Ischmasch ernannt, später wurde er Generaldirektor des Unternehmens. Unter Kusjuks Führung wird das marode Unternehmen nun modernisiert und soll auch finanziell saniert werden.
Kusjuk ist verheiratet und hat zwei Kinder.